# Tim Graham (attore)
Thomas Houser Graham, detto Tim (Kansas, 24 febbraio 1904 – Los Angeles, 14 gennaio 1979), è stato un attore statunitense.
Ha recitato in oltre 40 film dal 1948 al 1967 ed è apparso in oltre 70 produzioni televisive dal 1950 al 1973. È stato accreditato anche con il nome Tim Grayham.

## Biografia
Tim Graham nacque in Kansas il 24 febbraio 1904.
Per la televisione, interpretò, tra gli altri, il ruolo di California Joe in due episodi della serie televisiva Cheyenne nel 1960, di Homer Ede in 11 episodi della serie Il magnifico King dal 1960 al 1962 e numerosi altri ruoli secondari e apparizioni come guest star in molti episodi di serie televisive degli anni 50 ai primi anni 70.
La sua ultima apparizione sul piccolo schermo avvenne nell'episodio A Majority of None della serie televisiva Thicker Than Water, andato in onda il 18 luglio 1973, mentre per il grande schermo l'ultima interpretazione risale al film Un maggiordomo nel Far West del 1967 in cui interpreta un maggiordomo.
Morì a Los Angeles, in California, il 14 gennaio 1979.

## Filmografia

### Cinema
- When My Baby Smiles at Me (1948)
- Egli camminava nella notte (He Walked by Night) (1948)
- Shamrock Hill (1949)
- Donna in fuga (Woman in Hiding) (1950)
- Francis, il mulo parlante (Francis) (1950)
- La figlia dello sceriffo (A Ticket to Tomahawk) (1950)
- Peggy la studentessa (Peggy) (1950)
- Tre segreti (Three Secrets) (1950)
- Two Lost Worlds (1951)
- La città è salva (The Enforcer) (1951)
- L'avventuriera (The Law and the Lady) (1951)
- El gringo (Passage West) (1951)
- Pelle di rame (Jim Thorpe -- All-American) (1951)
- La grande notte (The Big Night) (1951)
- Non cedo alla violenza (Cave of Outlaws) (1951)
- L'ultimo fuorilegge (The Cimarron Kid) (1952)
- When in Rome (1952)
- Mezzogiorno di fuoco (High Noon) (1952)
- Viaggio al pianeta Venere (Abbott and Costello Go to Mars) (1953)
- Francis contro la camorra (Francis Covers the Big Town) (1953)
- No Escape (1953)
- La mano vendicatrice (Ride Clear of Diablo) (1954)
- Gli avvoltoi della strada ferrata (Rails Into Laramie) (1954)
- Fireman Save My Child (1954)
- Sette spose per sette fratelli (Seven Brides for Seven Brothers) (1954)
- Ricochet Romance (1954)
- Sfida a Green Valley (The Silver Star) (1955)
- I pionieri dell'Alaska (The Spoilers) (1955)
- L'assassino è perduto (The Killer Is Loose) (1956)
- L'ovest selvaggio (A Day of Fury) (1956)
- Caccia ai falsari (Outside the Law) (1956)
- Lo sceriffo di ferro (The Iron Sheriff) (1957)
- Questa notte o mai (This Could Be the Night) (1957)
- The Brain from Planet Arous (1957)
- La frusta dell'amazzone (Bullwhip) (1958)
- Pistole calde a Tucson (Gunsmoke in Tucson) (1958)
- Il grande impostore (The Great Impostor) (1961)
- Laddy alla riscossa (Lad: A Dog) (1962)
- Quel certo non so che (The Thrill of It All) (1963)
- Sfida nella valle dei Comanche (Gunfight at Comanche Creek) (1963)
- Tigre in agguato (A Tiger Walks) (1964)
- Un maggiordomo nel Far West (The Adventures of Bullwhip Griffin) (1967)

### Televisione
- Il cavaliere solitario (The Lone Ranger) – serie TV, un episodio (1950)
- Squadra mobile (Racket Squad) – serie TV, un episodio (1951)
- Schlitz Playhouse of Stars – serie TV, 3 episodi (1952-1956)
- Four Star Revue – serie TV, un episodio (1952)
- Hopalong Cassidy – serie TV, un episodio (1952)
- I Married Joan – serie TV, 3 episodi (1953-1954)
- I Led 3 Lives – serie TV, un episodio (1953)
- General Electric Theater – serie TV, 3 episodi (1954-1960)
- Moby Dick – film TV (1954)
- The Adventures of Kit Carson – serie TV, un episodio (1954)
- City Detective – serie TV, un episodio (1954)
- Four Star Playhouse – serie TV, 2 episodi (1955-1956)
- Gunsmoke – serie TV, 2 episodi (1955-1957)
- Studio 57 – serie TV, 6 episodi (1955-1957)
- The First Mintmaster – film TV (1955)
- The Lineup – serie TV, 2 episodi (1955)
- Alfred Hitchcock presenta (Alfred Hitchcock Presents) – serie TV, 2 episodi (1955)
- Jane Wyman Presents The Fireside Theatre – serie TV, 2 episodi (1956-1958)
- Cheyenne – serie TV, 4 episodi (1956-1961)
- Star Stage – serie TV, un episodio (1956)
- I racconti del West (Zane Grey Theater) – serie TV, un episodio (1956)
- State Trooper – serie TV, 3 episodi (1957-1959)
- The Restless Gun – serie TV, 3 episodi (1957-1959)
- Sugarfoot – serie TV, episodi 1x02-2x13-3x12 (1957-1960)
- Maverick – serie TV, 5 episodi (1957-1960)
- Il carissimo Billy (Leave It to Beaver) – serie TV, 3 episodi (1957-1961)
- Tales of Wells Fargo – serie TV, un episodio (1957)
- 26 Men – serie TV, episodi 1x11-1x12 (1957)
- Carovane verso il west (Wagon Train) – serie TV, 4 episodi (1958-1964)
- Il sergente Preston (Sergeant Preston of the Yukon) – serie TV, un episodio (1958)
- Lassie – serie TV, un episodio (1958)
- Mike Hammer – serie TV, un episodio (1958)
- Trackdown – serie TV, un episodio (1958)
- Black Saddle – serie TV, un episodio (1959)
- Buckskin – serie TV, un episodio (1959)
- Death Valley Days – serie TV, un episodio (1959)
- Il tenente Ballinger (M Squad) – serie TV, un episodio (1959)
- Il magnifico King (National Velvet) – serie TV, 11 episodi (1960-1962)
- Colt.45 – serie TV, un episodio (1960)
- The Deputy – serie TV, un episodio (1960)
- The Alaskans – serie TV, episodio 1x35 (1960)
- Lawman – serie TV, 2 episodi (1961-1962)
- Indirizzo permanente (77 Sunset Strip) – serie TV, 2 episodi (1961-1963)
- Hong Kong – serie TV, episodio 1x15 (1961)
- Outlaws – serie TV, un episodio (1961)
- Surfside 6 – serie TV, episodio 1x22 (1961)
- Disneyland – serie TV, un episodio (1961)
- Guestward Ho! – serie TV, un episodio (1961)
- Follow the Sun – serie TV, episodio 1x03 (1961)
- Gli uomini della prateria (Rawhide) – serie TV, episodio 4x11 (1961)
- The Tall Man – serie TV, un episodio (1961)
- Il virginiano (The Virginian) – serie TV, 7 episodi (1962-1968)
- Frontier Circus – serie TV, un episodio (1962)
- Gli intoccabili (The Untouchables) – serie TV, un episodio (1962)
- It's a Man's World – serie TV, episodio 1x04 (1962)
- Empire – serie TV, un episodio (1962)
- Dakota (The Dakotas) – serie TV, episodio 1x08 (1963)
- Redigo – serie TV, un episodio (1963)
- Sotto accusa (Arrest and Trial) – serie TV, episodio 1x11 (1963)
- La legge del Far West (Temple Houston) – serie TV, episodio 1x13 (1963)
- The Greatest Show on Earth – serie TV, episodio 1x17 (1964)
- Destry – serie TV, un episodio (1964)
- The Cara Williams Show – serie TV, un episodio (1964)
- Daniel Boone – serie TV, un episodio (1964)
- The Crisis (Kraft Suspense Theatre) – serie TV, un episodio (1965)
- Karen – serie TV, un episodio (1965)
- The Long, Hot Summer – serie TV, 2 episodi (1965)
- Io e i miei tre figli (My Three Sons) – serie TV, 2 episodi (1966-1971)
- I giorni di Bryan (Run for Your Life) - serie TV, episodio 1x15 (1966)
- Tre nipoti e un maggiordomo (Family Affair) - serie TV, episodio 2x28 (1968)
- Petticoat Junction – serie TV, un episodio (1969)
- Love, American Style – serie TV, un episodio (1970)
- La famiglia Smith (The Smith Family) – serie TV, 2 episodi (1971-1972)
- Thicker Than Water – serie TV, un episodio (1973)